# Leroy Watson
Leroy Watson (n. 6 iulie 1965, Broseley⁠(d), Anglia, Regatul Unit) este un arcaș ce a reprezentat Regatul Unit al Marii Britanii și al Irlandei de Nord, medaliat olimpic. A participat la o ediție a Jocurilor Olimpice (1988) în care a câștigat o medalie de bronz.

## Participări
Lista de mai jos prezintă principalele competiții la care a participat Leroy Watson de-a lungul carierei.
- archery at the 1988 Summer Olympics – men's team[*]